# Slingsby Hengist
Slingsby Hengist là một loại tàu lượn quân sự của Anh, do Slingsby Sailplanes Ltd thiết kế chế tạo.

## Tính năng kỹ chiến thuật (Hengist Mk I)
Dữ liệu lấy từ Slingsby Sailplanes, British Gliders and Sailpanes 1922-1970
Đặc tính tổng quát
- Kíp lái: 1
- Sức chứa: 14
- Chiều dài: 56 ft 6 in (17,22 m)
- Sải cánh: 80 ft 0 in (24,38 m)
- Diện tích cánh: 780,0 foot vuông (72,46 m2)
- Tỉ số mặt cắt: 8.2
- Kết cấu dạng cánh: NACA 2415 (gốc), NACA 4412 (đầu)
- Trọng lượng rỗng: 4.630 lb (2.100 kg)
- Trọng lượng có tải: 8 lb (3,788 kg)

Hiệu suất bay
- Vận tốc tắt ngưỡng: 48 mph; 42 kn (77 km/h)
- Vận tốc kéo: 130 mph (209 km/h)
- Hệ số trượt: 14:1
- Tải trên cánh: 10,7 lb/foot vuông (52,3 kg/m2)